# Bernardo Nante
Bernardo Nante (Buenos Aires, 1955) es doctor en Filosofía y presidente de la Fundación Vocación Humana y su Instituto de Investigaciones Junguianas. Ha participado en la edición de varios volúmenes de la obra completa de Carl Gustav Jung y ha estado a cargo de la edición castellana del Libro rojo del mismo autor. Ha participado en las conferencias Eranos.

## Formación académica
Decano de la Facultad de Filosofía, Letras y Estudios Orientales de la Universidad del Salvador, es doctor en filosofía y cursó estudios superiores en psicología, ciencias orientales, matemáticas y economía. Es profesor en diversas universidades e instituciones de educación superior, como en la citada Universidad del Salvador, la Universidad Caece y la Universidad Maimónides, dirigiendo diversas tesis de licenciatura, maestría y doctorado, e investiga la interrelación entre psicología, religión y filosofía comparada Oriente-Occidente.
Es presidente de la Fundación Vocación Humana y está especializado en la obra del psiquiatra y psicólogo Carl Gustav Jung así como en la tradición alquímica. Participó en la edición de varios volúmenes de la obra completa del autor suizo así como en la edición castellana de su inédito hasta entonces Libro rojo. Posteriormente colaboró a su vez en la edición de Los libros negros de Jung.
Ha formado parte de diversas reuniones científicas, de entre las que destaca como expositor en las conferencias Eranos de Ascona, Suiza, en febrero de 2011, con la ponencia El libro rojo de Jung, y en marzo de 2012, con Caduta e rinascita della figura del Maestro nel mondo attuale.

## Obra
Entre sus diversas publicaciones se consignan las siguientes:

### Revistas
- "Una aproximación filosófica a Jung" en Signos Universitarios, Revista de la Universidad del Salvador, Año XI, N.º 21, junio de 1992, (págs. 17-28).
- "El número pitagórico en el origen del pensamiento griego", Epiméleia, Año II, N.º 3, 1993, (págs. 61-83).
- "Experiencia mística y experiencia metafísica en la obra de Quiles", VII Coloquio Internacional de Filosofía In-sistencial, Ed. Universidad del Salvador, 1997, (págs. 275-292).
- "Exhortación a una heroicidad humanitaria" en Palabra y Persona, Año 1, N.º 1, mayo de 1997, págs. 49-55.
- "Contaminación y culpa" en Ser en la cultura, Año 8, N.º 10, mayo de 1997, págs. 23-25.
- "Experiencia mística y experiencia metafísica en la obra de Quiles", en VII Coloquio Internacional de Filosofía In-sistencial, Ed. Universidad del Salvador, 1997, págs. 275-292.
- "Jung y la curación del alma en las tradiciones antiguas" en Páginas del Sur, Buenos Aires, Primer Semestre 1998, págs 43-54.
- "Arturo Marasso y el arte hierático" en Palabra y Persona, Año 2, N.º 4, 1998.
- "El Abismo de Dios en Occidente", Epiméleia, Año XI, N.º 12, 2002, (págs. 72-84).
- "Una aproximación junguiana sobre el Aurora Consurgens", Epiméleia, Año XIII, N.º 14, 2004, (págs. 60-82).

### Capítulos de libros
- "Ciocchini: una religión de la belleza" en Cuadernos del Sur (Homenaje a Héctor Ciocchini), Bahía Blanca.
- "El mito como historia verdadera" en Encuentro Interreligioso. Ed. Lumen.
- "Imaginación y Cuerpo sutil en el proceso de individualización", Páginas del Sur, 1º semestre 2000.

### Libros
- Una nueva comprensión del hombre. Esbozos de una antigua antropología filosófica. Biblos,  Buenos Aires, 2003.
- El libro rojo. Malba – Costantini, Buenos Aires, 2010.
- El libro rojo de Jung. Claves para la comprensión de una obra inexplicable. Malba – Costantini, Buenos Aires, 2010 y Siruela, Barcelona, 2011.
- Guida alla lettura del Libro rosso di C. G. Jung, Torino, Ed. Bollati Boringhieri, 2012.
- O Livro Vermelho de Jung: Chaves para a compreensão de uma obra inexplicável. Editora Vozes, 2018.
- Los libros negros. Malba – Costantini, Buenos Aires, 2024.